# Partido Socialdemócrata Hunchak
El Partido Socialdemócrata Hunchak (PSH) (en armenio: Սոցիալ Դեմոկրատ Հնչակյան Կուսակցություն; ՍԴՀԿ), es el segundo partido político más antiguo de Armenia, fundado en 1887 por un grupo de estudiantes en Ginebra, Suiza. Fue el primer partido socialista en operar en el Imperio otomano y en Persia (actual Irán). Entre sus fundadores estaban Christophor Ohanian, y Manuel Manuelian. Su objetivo original era obtener la independencia de Armenia del Imperio otomano durante el movimiento de liberación nacional armenio.
El partido también es conocido como Hentchak, Henchak, Socialdemócratas Hentchaks, Huntchakians, Hnchakian, Henchags, cuyas derivaciones son a partir del nombre un periódico llamado Hunchak, que significa "Clarín" o "Campana", y aquel término fue tomado por el partido para representar "una llamada o despertar, por la iluminación y la libertad."

## Historia
Los 7 fundadores del partido eran estudiantes ruso-armenios de pensamiento marxista quién habían dejado la Armenia rusa para continuar con su educación en varias universidades de Europa Occidental. Eran jóvenes, en sus veintenas, y apoyados por sus prósperas familias de clase burguesa. Fueron influenciados pro la ideología revolucionaria socialdemocrática, contactando con eminencias de este campo como Friedrich Engels, Gueorgui Plejánov y más tarde, con Vladímir Lenin. Mariam Vardanian había trabajado con los revolucionarios rusos en San Petersburgo. Con el propósito de promover la actividad revolucionaria en la Armenia turca, formaron el Partido Revolucionario Hunchak en agosto de 1887. El manifiesto del partido, imprimido en el primer número del periódico Hunchak, contenía este eslogan: "Aquellos que no pueden alcanzar la libertad a través de la lucha armada, no son merecedores de esta".
El Partido Hunchak combatió en muchas batallas en contra del Imperio otomano, con el fin de obtener la independencia de Armenia. Durante este periodo, muchos intelectuales famosos se unieron al partido, incluyendo Smpad Piurad, Stepan Sapah-Gulian, Alexander Atabekian, Atrpet y Aram Andonian. Uno de los héroes famosos de Armenia, Andranik Ozanian, se unió en un comienzo al partido, pero tras varios desacuerdos con la ideología de este, abandonó el partido en menos de un año para unirse a la Federación Revolucionaria Armenia (FRA).
En los primeros días de la formación de los poderes políticos armenios, la FRA buscaba "reformas dentro del marco del Imperio otomano", mientras que el PSH estaba a favor de la creación de un estado armenio independiente. Hunchak fue el órgano oficial del partido. En 1894 en Atenas y Londres el partido publicó una revista científica socialista mensual llamada Gaghapar, el cual publicó por primera vez "El Manifiesto del Partido Comunista" en idioma armenio, traducido por Avetis y Mariam Nazarbekians. La Primera Conferencia General del Partido Hunchak tuvo lugar en Londres, en septiembre de 1896.
En el Cáucaso, el PSH también jugó un prominente rol, tras combatir contra la política de rusificación del Virrey Galitzin, gobernador ruso del Cáucaso. En 1903 Paramaz organizó en intento de asesinato hacia Galitzin. Paramaz fue también uno de los organizadores de las tropas de autodefensa durante las masacres armenio-tártaras de 1905 y 1906.

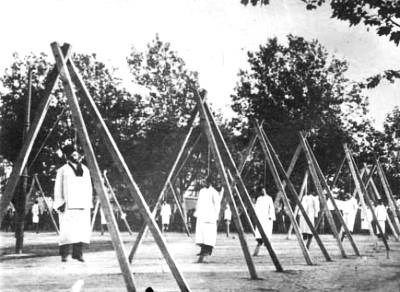
Líderes del Partido Hunchak, ejecutados en la horca como parte del genocidio armenio (1915)

### Actividades en el Imperio otomano
El 27 de julio de 1890, los activistas hunchak Harutiun Jangülian, Mihran Damadian y Hambartsum Boyajian encabezaron la manifestación de Kum Kapu en Constantinopla, lo que exigió la implementación de reformas en las provincias de Armenia Occidental. A principios de la década de 1890, se produjeron constantes enfrentamientos entre los habitantes armenios de Sason y el ejército otomano, debido a la negativa los primeros en pagar impuestos retroactivos al gobierno otomano.
En 1894, la resistencia Sasun fue organizada por el partido hunchak bajo el liderazgo de Mihran Damadian, Hambartsum Boyajian, Kevork Chavush y Hrayr Dzhoghk.
En 1913, el líder del partido Paramaz participó en la 7.ª Conferencia del Partido Socialdemócrata Hunchak en Constanza, donde representó la idea del asesinato de líderes del Ittihad. Pero el 15 de junio de 1915, Paramaz junto con otros 19 camaradas fueron ahorcados en la plaza central de Constantinopla, como parte del genocidio armenio.
- Defensa de Van: (junio de 1896)
- Expedición de Khanasor: (25 de julio de 1897)
- Resistencia de Zeitún: (30 de agosto de 1914 - 1 de diciembre de 1914 y 25 de marzo de 1915)
- Sitio de Van: (19 de abril de 1915 - 6 de mayo de 1915)
- Revuelta de Shabin-Karahisar: (2 de junio de 1915 - 30 de junio de 1915)

### Primera República de Armenia
El partido también jugó un papel en el establecimiento de la Primera República Democrática de Armenia, ya que los miembros del partido fueron partícipes de la Batalla de Sardarapat en 1918, quienes defendieron la capital armenia de Ereván del Ejército del Islam, bajo las órdenes del Imperio otomano.

### República Socialista Soviética de Armenia
Después de que los comunistas armenios tomaran el control de su país en 1921, la disolución de la República Democrática de Armenia, y la creación de la República Socialista Soviética de Armenia, todos los partidos políticos del país, incluyendo los comunistas, fueron proscritos. Por ello, el PSH, junto con todos los demás partidos tradicionales armenios se convirtieron efectivamente en partidos de la diáspora armenia.
Aun así, el partido permaneció en general como un partidario del desarrollo de la RSS de Armenia durante muchas décadas, en agudo contraste con la Federación Revolucionaria Armenia (FRA) quién se opuso firmemente hacia el régimen comunista de Armenia. Esto llevó a numerosas disputas entre Hunchaks y el Dashnaks en muchos centros de la diáspora armenia, cuya situación empeoró con las diferencias religiosas, ya que el PSH mostraba su apoyo hacia la Santa Sede de Echmiadzin de la Iglesia apostólica armenia, mientras que el FRA apoyaba el Patriarcado Armenio de Sis. En estos conflictos, el Partido Liberal Democrático Armenio fue visto como un aliado político del lado del SDHP y enemiga del FRA.

### Actividades en el Líbano
Durante los años cincuenta, el PSH se enfrentaba, a veces de forma violenta, con la FRA, debido a una serie de tensiones que crecieron cuando la FRA nombró como obispo a Zareh I, perteneciente a los Catholicós de Cilicia, cuya decisión fue rechazada por los hunchak. Este periodo estuvo caracterizado por una escalada entre el conflicto entre la FRA y el PSH, estos últimos apoyados por los Ramgavars o Partido Liberal Democrático .
Sin embargo, en medio de una creciente violencia sectariaa hacia finales de la década de 1960 y comienzos de la década de 1970, que condujo a la guerra civil libanesa, la comunidad armenia en el Líbano comenzaron a dejar de lado sus diferencias, y en 1972, El PSH se postuló en una candidatura en conjunto con la FRA. En 2000, el PSH unió fuerzas con el Movimiento del Futuro, liderado por Rafiq Hariri, el cual obtuvo una victoria aplastante en la ciudad de Beirut. El miembro del Comité Central del PSH, el Dr. Yeghia Jerejian llegó a ser diputado del Parlamento del Líbano durante muchos años. Actualmente el partido es representado por el diputado Sebouh Kalpakian.

## Actualidad
En 1991 Yeghia Najarian tomó el liderazgo del PSH en la Armenia independiente y fundó "Hnchak Hayastani" el órgano oficial del partido. Hacia comienzos de esa década, el partido participó en la defensa propia de Syunik' (batallón Paramaz), durante la Guerra de Nagorno Karabaj (batallón Jirair-Mourad liderado por Gevorg Guzelian). El partido formó parte de la oposición armenia y tuvo 1 diputado en la Asamblea Nacional de Armenia.
El partido también está activo en la diáspora armenia, especialmente en el Líbano, donde compitió en  Parlamento del Líbano en los 6 escaños reservados para la comunidad armenia. El partido se suscribe a una ideología socialista y esta a favor de una economía planificada para el Líbano. El PSH posee un diario oficial en el país, que es el periódico Ararad.
La 20° Conferencia General tomó lugar en septiembre de 2013, en Ereván y Tsakhkadzor, con la participación de delegados de 17 países.

## Organizaciones afiliadas
El PSH ha establecido organizaciones afiliadas como el AEBU, que es una organización que proporciona educación, salud y asistencia social, la Asociación Juvenil de Dkhrouhi Armenia (fundado en 1952, en Beirut), la Organización Juvenil Gaidz (fundado en 1910, en Constantinopla), la Asociación Cultural Nor Serount (fundado en 1954, en Beirut), y HMM (Homenmen), el cual es una organización deportiva independiente, pero fuertemente asociado con el PSH (no confundirlo con el Homenetmen, el cual posee vínculos con la FRA).

## Publicaciones del partido
Hunchak (también llamado Hnchak, Hentchak, "Campana" en armenio) fue el órgano oficial del partido. Fue fundado por Avetis Nazarbekian y publicado entre 1887 y 1915, 1935 y 1940, en Francia, Grecia, Gran Bretaña y Estados Unidos. El principal objetivo del periódico fue la propaganda del movimiento de liberación nacional armenio, y la resistencia en Armenia Occidental. Hunchak también apoyó la socialdemocracia y la consolidación de los trabajadores.
Entre las publicaciones que el partido posee actualmente, se encuentran:
- Ararad, periódico publicado en Beirut, Líbano
- Tchahagir, publicado semanalmente en El Cairo, Egipto
- Massis Weekly y Massispost.com publicado en Los Ángeles
- Ni Serounti Tsayn (La Voz de Nor Serount) publicado en Londres, Reino Unido
- Zank Armenian Revista, Australia
- Loussapatz (publicación mensual) noticias desde Nor Serount, Toronto, Canadá. Contacto info@norserount.ca Nor Serount Toronto

## Miembros prominentes
- Girayr
- Medzn Mourad
- Paramaz
- Stepan Sapah-Gulian
- Sarkis Dkhrouni